# 新凯河
新凯河，原名新开河，位于中华人民共和国吉林省中部，是伊通河左岸支流，发源于伊通满族自治县西北景台镇大黑山庙岭，蜿蜒向北流经公主岭市东部公主岭，长春市西郊的大屯镇等地，在农安县开安镇转向老新凯河，经华家镇中央排水路注入伊通河，同时老河道在农安镇南的群众村东南汇入伊通河。河长113.7千米，流域面积2289平方千米，河道平均比降0.5‰。年均径流量0.68亿立方米。
新凯河上游是以大黑山为主的山丘区冲沟发育，中下游为台地和平原。新凯河水量常年不大，但当夏汛或春季桃花水来时，中下游常漫溢成灾。中游右岸分布着总面积234.75平方千米的新凯河涝区。新凯河堤防设防标准为二十年一遇洪水。新凯河顺山堡水文站警戒水位183.55米。顺山堡分洪闸可向太平池水库。
左岸支流翁克河，右岸支流永春河、西新河。
长春市区内的伊通河与新凯河的分水岭为京哈铁路-宽平大路-南湖大路-前进大街-卫星路-幸福街-永春街。新凯河接纳长春市区25%-30%的排放污水。占城区水系流域总面积的三分之一。综合治理前水系内水质均为劣五类，有5处黑臭水体。河道行洪能力不足五年一遇。
新凯河水系综合治理项目，2017年8月开工。包括：
- 公主岭市新凯河流域农村生活污水治理工作[5]大岭镇污水厂改扩建工作、大岭镇南道村污水处理厂工程、公主岭市范家屯污水处理厂工程等。
- 永春河上游农村面源污染：禽畜禁养区划定等。[6]
- 新凯河农安段专项治理[7]